# Plottes
Plottes és un municipi francès situat al departament de Saona i Loira i a la regió de Borgonya - Franc Comtat. El 2018 tenia 529 habitants.